# Prionyx haberhaueri
Prionyx haberhaueri är en biart som först beskrevs av Oktawiusz Radoszkowski 1871.
Prionyx haberhaueri ingår i släktet Prionyx och familjen grävsteklar. Inga underarter finns listade i Catalogue of Life.